# Jaworek (Kłodzko)
Pour les articles homonymes, voir Jaworek.
Jaworek est une localité polonaise de la gmina de Międzylesie, située dans le powiat de Kłodzko en voïvodie de Basse-Silésie.

## Histoire
De 1818 à 1945, Urnitz fait partie de l'arrondissement d'Habelschwerdt dans le district de Breslau au sein de la province de Silésie.